# پالی گورسکیت
پالی گورسکیت  (به انگلیسی: Palygorskite) با فرمول شیمیایی (MgAl)2 [OH - Si4 O10]. 2H2O+2H2O از مجموعه کانی هاست و قطعات کوچک و نازک آن قابل انعطاف است-بسیار متخلخل و روی آب غوطه ور می‌شود. از نام محل اکتشاف آن در اورال روسیه گرفته شده‌است. بی ثبات درشعله ذوب می‌شود و یک شیشه شیری رنگ می‌دهد. دراسید سولفوریک و کلریدریک گرم حل می‌شود. ناپایدار برای اولین بار در آلمان غربی کشف شد و از نظر شکل بلور: رشته ای، رنگ: سفید - خاکستری - متمایل به قهوه ای، شفافیت: غیر شفاف - نیمه شفاف، جلا: مات، رخ: خوب - مطابق با، سیستم تبلور: مونوکلینیک و در رده‌بندی سیلیکات است و منشأ تشکیل آن ثانوی است.
همایند کانی‌شناسی (پارانژ) آن - کلریت- منیزیت- اپال- کالسدوئن است
، از نظر ژیزمان کریپتوکریستالین - اگرگاتهای رشته‌ای و توده‌ای تقریباً کمیاب است و بیشتر در انگلستان، فرانسه، چک اسلواکی، اطریش، آمریکا، روسیه یافت می‌شود.